# Будика
Будика (на латински: Boadicea среща се и като Boudicca, Boudica, Bodvica, Bonduca, произношение Бу̀дика) е кралица на келтското племе ицени, населявало Източна Англия през древността. Съпруга е на вожда им – Прасутаг. През 60 г. Будика застава начело на въстание срещу Римската империя, което след година е потушено и тя се самоубива. За Будика се споменава в „Анали“ на Тацит (Annales 14,37,3), в което авторът посочва, че тя се самоубива, поемайки отрова.

## Политическа история
След военните кампании в Галия, когато Юлий Цезар пречупва съпротивата на Верцингеторикс, пътят на римляните към остров Британия е открит. След подчиняването на бритите Цезар предоставя възможност на местните племенни вождове да притежават земите си пожизнено, а впоследствие тя да се предаде на империята. След смъртта на вожда на ицените Прасутаг († ок. 60), жена му Будика се възпротивява на отнемането на имотите на семейството. В резултат на непокорството и отказа да изпълни поетия от мъжа си дълг към Рим, тя и дъщерите ѝ са изнасилени и поругани с публично бичуване.
От този период датира и акта на damnatio memoriae на остров Мона (дн. Ангълси) – в опит да се изкорени местната келтска религия, римски агенти атакуват и унищожават келтско светилище, избивайки отслужващите ритуал в него жреци, наречени друиди. Този акт и политическото унижение на Будика отприщват недоволството на местните жители, които се въоръжават срещу нашественика. Според източниците бритите разполагат със страховити в боя двуколесни колесници с един водач и един воин, които с тежкия и дълъг келтски меч би трябвало да дадат технологично предимство на многобройното, но нередовно, келтско войнство.
Бунтът на ицените бързо набира подкрепа сред племената и бойците на Будика нахлуват в римско-британското седалище Камулодунум (дн. Колчестър), като избиват всички римски жители. След това силите на Будика се насочват към Лондиниум и Верула́миум.
Римският управител на Британия Гай Светоний Павлин междувременно прегрупира силите си в Мерсия (дн. Уест Мидландс) и побеждава бритските сили в битката на Уотлинг Стрийт. В жестоко сражение загиват десетки хиляди бунтовници, с което се слага край на келстката държавност в европейски мащаб.

## Сведения
До днес все още няма открити категорични археологически данни за съществуването на Будика. Името ѝ на кралица воин освободител на Британия се е превърнало в митично. С победата си над Будика, Рим печели нестабилно владичество над Острова и не заличава напълно келтската култура. Освен някои реконструкции и обичаи, келтският език оцелява и до днес като гойделски в Северна Ирландия и остров Ман, корнски в Корнуол и бретонски в Бретан.

## Галерия
- Статуя на Будика в Лондон
- Статуя на Будика в Лондон
- Боудика и нейната армия
- Будика (Уестминстър)
- Територията, обитавана от ицените
- Древноримският Лондонски път
(на английски: Watling Street)